# مابل فيرنون
مابل فيرنون (بالإنجليزية: Mabel Vernon)‏ هي سفرجات أمريكية، ولدت في 19 سبتمبر 1883 في ويلمنغتون في الولايات المتحدة، وتوفيت في 2 سبتمبر 1975. ألهمت فيرنون عن طريق الأساليب التي استخدمها الاتحاد الاجتماعي والسياسي للمرأة في بريطانيا. كانت فيرنون واحدة من الأعضاء الرئيسيين في اتحاد الكونغرس لحق المرأة في الاقتراع (CUWS) جانبًا إلى جنب مع أوليمبيا براون، إنيز ميلهولاند، كريستال إيستمان، لوسي بيرنز وأليس بول، وساعدت في تنظيم احتجاجات الحراس الصامتون (Silent Sentinels) التي دعت على الاعتصام اليومي أمام البيت الأبيض.

## النشأة والتعليم
وُلدت مابل فيرنون في 19 سبتمبر 1883 في ويلمنجتون بولاية ديلاوير. تخرجت من مدرسة أصدقاء ويلمنجتون في عام 1901. وذهبت للالتحاق بكلية سوارثمور حيث التحقت قبل أليس بول بعام. تخرجت فيرنون من سوارثمور في عام 1906. ثم أصبحت معلمة في مدرسة رادنور الثانوية في واين بولاية بنسيلفانيا حيث قامت بتدريس اللاتينية والألمانية.

## تنظيم حق المرأة في الاقتراع
حضرت فيرنون مؤتمر الجمعية الوطنية لحق المرأة في الاقتراع عام 1912، حيث كانت أول مرشدة مدفوعة الأجر، تم تعينها عن طريق أليس بول. انضمت فيرنون إلى لوسي بيرنز، وبول كجزء من لجنة الكونغرس في منظمة الرابطة الوطنية لحق المرأة الأمريكية في الاقتراع (NASWA) لتنظيم موكب عام 1913 والذي كان من المقرر أن يحدث في مارس التالي حيث يتزامن مع تنصيب وودرو ويلسون. خلال صيف عام 1913، قامت فيرنون وإديث مارسدن بحملة من أجل حق الاقتراع في رود آيلاند ونيو جيرسي ولونغ آيلاند.
في عام 1914، نظمت فيرنون للاتحاد الكونغرس، سافرت عبر جنوب غرب الولايات المتحدة واتجهت شمالًا عبر كاليفورنيا قبل وصولها إلى ولاية نيفادا. جمعت التبرعات، وساعدت آن مارتن في ولاية نيفادا، التي كانت تعمل على حملة استفتاء لصالح منظمة الرابطة الوطنية لحق المرأة الأمريكية في الاقتراع. بعد أن دخلت مارتن في نقاش مع السيناتور كي بيتمان، كتبت آنا هوارد خطابًا غاضبًا أتهمت فيه آن مارتن بأنها خُدعت من فيرنون. وفي أواخر عام 1915، نظمت فيرنون مسيرات الترحيب أمام سارة بارد فيلد، والتي جمعت عرائض بنحو نصف مليون توقيع في جميع أنحاء الولايات المتحدة لتقديمها إلى الرئيس وودرو ويلسون في واشنطن العاصمة.
في مؤتمر عُقد في شيكاغو في يونيو 1916، تجمعت نساء من الولايات التي منحتهن حق التصويت لتشكيل حزب المرأة الوطني. تبنى الحزب الديموقراطي موقف يدافع عن الحقوق الدولة في حق الاقتراع، لكنها كانت بدون فائدة. عندما أصبح الوضع محبطًا، قاطعت فيرنون الرئيس وودرو ويلسون خلال خطاب ألقاه أثناء إهداء محفل العمال في واشنطن يوم 4 يوليو، مستفسرة، «سيدي الرئيس، إذا كنت ترغب حقًا في تحقيق مصالح جميع الناس، لماذا تعارض التحرير الدولي للمرأة؟» رفض ويلسون السؤال وعندما كررت فيرنون السؤال مرة أخرى في وقت لاحق، أمرتها الشرطة بمغادرة الاجتماع.
كانت فيرنون من المنظمين الأساسيين لحملة الحراس الصامتين التي بدأت في 10 يناير 1917. وكانت مسؤولة عن ضمان وجود عدد كافٍ من المتطوعين كل يوم للاعتصام أمام البيت الأبيض. نظمت فيرنون وبول أيامًا للاعتصام حيث كان جميع المتطوعين من ولايات معينة أو من بعض المهن. تضمنت استراتيجيتهم تغطية صحفية مستمرة وثابتة وشهدت الحملة التي استمرت ثمانية عشر شهرًا مشاركة الآلاف من النساء وتُوجت باعتقالات العديد من المنتقدين والحراس الصامتون.
في مؤتمر عقد في مارس 1917، تقرر دمج اتحاد الكونغرس وحزب المرأة الوطني. بعد التصويت، تم اختيار فيرنون لتكون أمينًا لحزب المرأة الوطني. بعد أن أعلن الرئيس ويلسون عن دخول الولايات المتحدة الحرب العالمية الأولى، تمكنت اللجنة من تأمين مقابلة مع الرئيس ويلسون حول مسألة حق المرأة في الاقتراع. كتبت دوريس ستيفنز، في مذكراتها «سجنت من أجل الحرية»، أن الرئيس قد تأثر عندما قالت مابل فيرنون «إذا كان حق أولئك الذين يخضعون للسلطة في أن يكون لهم صوت في حكومتهم هو سبب مقدس للشعوب الأجنبية بحيث يشكل سبب دخولنا الحرب الدولية، ألا تقوم سيدي الرئيس، بتقديم مساعدة فورية لهذا الإجراء أمام الكونغرس الذي يطالب بالحكم الذاتي للنساء في هذا البلد؟»
كانت فيرنون من بين أول ست نساء تم اعتقالهن أثناء اعتصام البيت الأبيض، بتهمة عرقلة حركة المرور. لقد حوكموا واُدينوا في 26 يونيو 1917 وتم إصدار أمر لكل منهم بدفع غرامة قدرها 25 دولارًا أو قضاء ثلاثة أيام في السجن. أصرت جميع النساء على أنهن بريئات ورفضن دفع الغرامة. بعد إقرار التعديل التاسع عشر، خلال العشرينات القرن الماضي، دعمت فيرنون المرشحات لعضوية الكونغرس وقامت بالضغط لتعديل الحقوق لتصبح متساوية.
ذهبت فيرنون إلى جامعة كولومبيا حيث حصلت على درجة الماجستير في العلوم السياسية عام 1924.

## حياتها لاحقًا

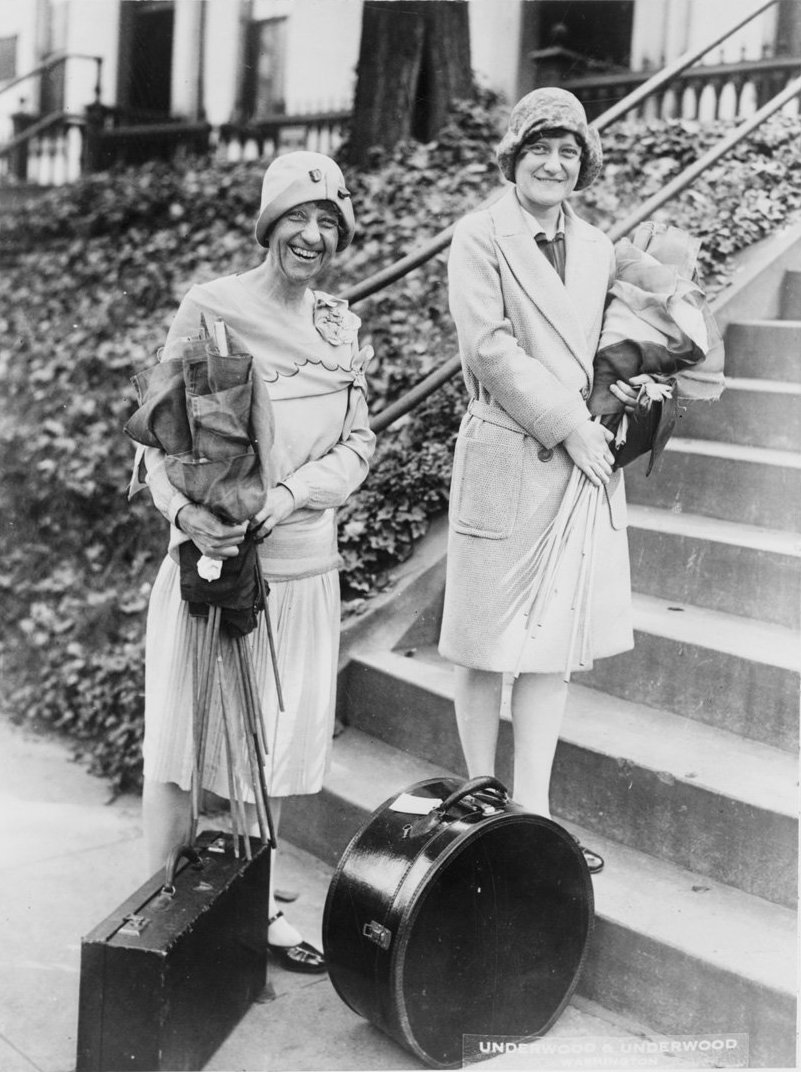
السيدة مابل فيرنون، السكرتيرة التنفيذية الوطنية لحزب المرأة الوطني، والسيدة ماري موس ويلبورن، عام 1928.

في عام 1930، غيرت فيرنون تركيزها من الحركة النسائية إلى التركيز على العلاقات الدولية والسلام. كانت مناصرة لحقوق أمريكا اللاتينية ونزع السلاح. انضمت فيرنون إلى الرابطة النسائية الدولية للسلام والحرية عام 1930. وكانت مديرة لجنة الانتداب الشعبي للسلام والتعاون بين البلدان الأمريكية في الأربعينيات. كانت عضوًا في وفد البلدان الأمريكية إلى مؤسسة الأمم المتحدة.
ابتداءً من عام 1951، عاشت فيرنون مع رفيقها كونسويلو رييس كالديرون في واشنطن العاصمة. ساهم رييس كالديرون في الحديث عن حق الاقتراع للمرأة والتلمس من أجل السلام وهي مذكرات لفيرنون. وكان من بين المساهمين الآخرين هيزل هينكينز هالينان، وفيرن إنجرسول، وريبيكا هورويتش ريهر.
تُوفت فيرنون في 2 سبتمبر 1975.
في فيلم 2004 ملائكة الحديث الحديدية (Iron Jawed Angels) مثلت شخصيتها بواسطة بروك سميث. ومع ذلك، فإن الفيلم لا يُصور اعتقالها وسجنها بدلاً من ذلك، يتم عرضها وهي تدير حزب المرأة الدولي أثناء سجن أليس بول، بما في ذلك العمل مع المحامين لاستئناف حق المرأة في الاقتراع.